# Пембрук-Док
Пембрук-Док (англ. Pembroke Dock, валл. Doc Penfro) — город и одноименная верфь в графстве Пембрукшир, на юго-западе Уэльса, лежащий к северу от Пембрука на реке Кледдау (англ. Cleddau). Произошел из маленькой рыбацкой деревни под названием Патерчерч (англ. Paterchurch), значительно разросся с 1814 года, после закладки Королевский военно-морской верфи. Третий по величине город в Пембрукшире после Хаверфордуэст и Милфорд-Хейвен.

## История
До 1814 года на месте современного Пембрук-Док и близлежащих поселений были в основном сельскохозяйственные угодья и участок назывался Патерчерч. Первое письменное упоминание о Патерчерч относится к 1289 году. Там была построена средневековая сторожевая башня которая, как и соседние укрепления XVIII и XIX века, вероятно, служила как смотровой пост. К XVII веку рядом с башней появились дополнительные внутренние и хозяйственные постройки, изолированное поселение имело собственное кладбище, последнее зарегистрированное захоронение на нем — некий Роджер Адамс, в 1731 году. Развалины башни теперь находятся на территории верфи.
Башня Патерчерч была центром имения которое, как сообщают, тянулось от мыса Пеннар-пойнт до Кошестон. Он сменило владельца в 1422 году, когда Эллен де Патерчерч вышла замуж за Джона Адамса. До строительства города и до того как была задумана верфь, между основными местными землевладельцами — семьями Адамс, Оуэн и Мейрик состоялось несколько сделок по продаже и обмену участков. Эти обмены дали Мейрикам контроль над большей частью земель, на которых позже строились верфь и новый город. К 1802 году строения Патерчерч были в основном в руинах.
Башня Патер по всем законам должна быть открыта для публики, но совет графства отказывается её открыть. Пембрук-Док, как исторический объект, должен представить свою историю на обозрение.

## Военно-морская верфь
Истоки военного кораблестроения в Милфорд-Хейвен восходят к частной верфи Джейкобс (англ. Jacobs) на северной стороне бухты. После банкротства Джейкобса его судостроительные мощности перешли во владение Адмиралтейства и стали называться верфь Милфорд (англ. Milford Dockyard). С окончанием Наполеоновских войн Адмиралтейство решило перевести этот объект в деревню Патер на южной стороне бухты. Город Пембрук-Док был основан в 1814 году, вместе с учреждением Королевской верфи, и первоначально назывался англ. Pater Dockyard.
10 февраля 1816 года были спущены на воду первые два корабля — HMS Valorous и HMS Ariadne, оба 20-пушечные 6 ранга, впоследствии переделанные в Плимуте в 26-пушечные. В течение 112 лет здесь были построены пять королевских яхт, а также 263 других корабля и судна для Королевского флота. Последним, вышедшим с верфи 26 апреля 1922 года, был танкер RFA Oleander.
По мере того как верфь и её значение росли, возникла необходимость защиты, и Пембрук-Док стал военным городком. В 1844 году начались работы по постройке пригодных к обороне казарм. В 1845 году первой в них вселилась Королевская морская пехота Портсмутской дивизии. В последующие годы через них прошли многие известные полки. Между 1849 и 1857 годами в юго-западном и северо-западном углу верфи были построены две башни Мартелло, одетые портлендским камнем. В обеих несли гарнизонную службу сержанты артиллерии и размещались их семьи.
В 1925 году было объявлено о закрытии Королевских верфей в Пембрук-док и Росайт. Петиция к премьер-министру Стэнли Болдуину подчеркивала отсутствие альтернативных видов занятости и экономические последствия, однако решение было необратимо. У флота просто было слишком много верфей и Адмиралтейство было не в состоянии содержать такой флот при сильном сокращении средств. Выбор ясно обрисовал Первый морской лорд, адмирал флота эрл Битти в своей речи на банкете у лорд-мэра 9 ноября 1925 года: «Необходимы ли эти верфи для целей флота, компетентно судить только Адмиралтейство. Что касается того, необходимы ли они по политическим или социальным причинам, решать правительству. Факт тот, что с точки зрения финансирования флота, они совершенно излишни».
4 апреля 1956 года остов старого железного винтового фрегата HMS Inconstant, который леди Мюриэл Кэмпбелл «изящно и ловко спустила на верфи Пембрук в некий четверг 1868 года», прибыл в бельгийский порт на слом. Это был последний корабль построенным в Пембрук, еще остававшийся на плаву. 29 июня того же года адмирал Леонард Эндрю Бойд Дональдсон, последний капитан-интендант верфи, умер в возрасте 81 года в больнице в Портсмуте. Последний корабль и последний моряк нашли последнее пристанище только через тридцать лет после закрытия Военно-морской верфи Его Величества Пембрук.
Хотя боевые корабли не базировались в Пембрук-Док с 1940-х годов, и формально работа верфи прекратилась в 1926 году, база сохранялась официально как военный порт, и сохранила пост капитана над портом (QHM), до 2008 года (один из последних пяти QHM в Великобритании, включая существующие (на 2010 год) базы в Девонпорт, Портсмут, Розайт и Клайд). Королевская морская Вспомогательные служба (RMAS) базировались в Пембрук-Док до роспуска, объявленного в 2008 году. Министерство обороны продало права на участок портовым властям Милфорд-Хейвен (MHPA) в 2007 году. Последние 20 лет владения Минобороны основными пользователями базы от RMAS были суда Подъемно-спасательной службы Министерства обороны (ранее CSALMO), большинство из которых были переведены в базу группы Serco в Бернтайленд на реке Форт, когда в мае 2008 года вступил в силу 1-миллиардный контракт на Перспективное обеспечение морских служб (FPMS).

## Авиабаза
После закрытия верфи в 1926 году, а также всеобщей национальной забастовки 1926 года, и весь период Великой Депрессии безработица была высока, пока в 1931 году не прибыли летающие лодки Southampton II 210-й эскадрильи Королевских ВВС. Военно-воздушные силы базировались на Пембрук-Док почти 30 лет. В 1943 году, когда там находились летающие лодки Sunderland, он был самой большой в мире оперативной базой летающих лодок.
Учитывая его значение как базы Королевских ВВС неудивительно, что во время Второй Мировой войны Пембрук-Док был целью для Люфтваффе. В понедельник 19 августа 1940 года бомбардировщики Юнкерс Ju 88 пролетели вверх по течению Хейвен и разбомбили нефтяные резервуары на Пеннар. Пожар, подпитываемый нефтью, бушевал в течение 18 дней и вошел в историю как самый крупный в Великобритании со времен Великого лондонского пожара.
После войны город испытал некоторое процветание. Однако, все изменилось в 1957 году, когда было объявлено, что ВВС существенно сокращает своё присутствие. Несколько лет спустя последний полк британской армии также покинул город.
Город был опять на подъеме с открытием нефтеперерабатывающих заводов на водном пути Милфорд и строительством электростанции на мазуте, но не до такого высокого уровня, как когда верфь работала в полную силу.
Пембрук-Док также имеет отношение к Голливуду — полномасштабный Тысячелетний сокол, построенный для фильма «Империя наносит ответный удар» был собран в 1979 году в одном из ангаров компанией Marconi Fabrications.

## Современный Пембрук-Док
Теперь бо́льшая часть связанной с морем индустрии Пембрук-Док исчезла. Город продолжает бороться с высоким уровнем безработицы, ограниченнием государственных и частных инвестиций, и ветшанием зданий. Город ненадолго возродился в конце 1990 и начале 2000-х годов с появлением больших супермаркетов, таких как Tesco, Asda, а также развитием бизнес-парка Cleddau. Как и многие другие провинциальные города, Пембрук-Док в особенности пострадал с закрытием «Вулворта» в конце 2008 года. С тех пор на главной торговой улице (Даймонд-стрит) закрылись несколько крупных розничных магазинов.
Город сильно пострадал в 2002 году от краха компании ITV Digital, когда закрылся её главный телефонный центр обслуживания клиентов. Большая часть земли, предназначенной для развития бизнес-парка Cleddau остается непроданной и незастроенной. Pembrokeshire Technium был построен и открыт в 2006 году. Хотя первоначальный интерес к нему был слаб, в 2009 году появился первый крупный потребитель, когда Infinergy построила на этой земле ветровую электростанцию и разместила свой территориальный офис. Совет графства Пембрукшир утвердил разрешение на новую яхтенную гавань рядом с Фронт-стрит, но работы еще не начались.
Две башни Мартелло сохранились: в одной из них помещается краеведческий музей, а другая находится в частных руках, была приспособлена для бытового использования и осталась в значительной степени нетронутой. Стена верфи в значительной мере сохранилась и недавно отремонтирована специалистами, облицована камнем на известковом растворе. Два ангара, построенных в своё время для самолетов Sunderland, летавших на патрулирование Западных подходов, восстановлены и используются для других целей. Здание верфевой церкви было восстановлено с использованием целевого финансирования от Европейского Союза, но пока не нашло новое применение.
Сохранились несколько зданий на месте старых казарм Llanion. Столовые офицеров и сержантов когда-то использовались как офисы совета, теперь их занимает Национальный парк побережья Пембрукшира. В оригинальной караулке расположились жилые помещения, а пороховой погреб Виктории по-прежнему встроен в береговой склон, и доступен с Коннахт. Старый плац-парад недавно передан под жилье.
Пембрук-Док хорошо обслуживает магистральная дорога A477, которая идет от Сент-Клирс через Пембрук-Док и устье Догледдау, через мост Кледдау к Хаверфордуэст. Также имеется паромный терминал, от которого два раза в день ходят паромы до Росслер в Ирландии. Линией управляет ирландская паромная служба.
Город обслуживает железнодорожная станция «Пембрук-Док».

## Предложения переименовать город
Несколько раз на протяжении многих лет (последний раз в 2003), высказывались предложения, сменить название Пембрук-Док, чтобы улучшить имидж города, из-за репутации высокого уровня безработицы и спада производства. Предложения включали Пембрук-Хейвен, Пембрук-Харбор и возврат к оригинальному названию до 1814 года, Патерчерч. Пока ни одно из этих предложений не увенчалось успехом.